# Mostafa Karkhaneh
Mostafa Karkhaneh, né le 24 mai 1959 à Varamin (Iran), est un entraîneur iranien de volley-ball. 
Il a notamment été le sélectionneur de l'équipe d'Iran de volley-ball.
Il est nommé en 2003 meilleur entraîneur d'Iran.

## Palmarès
- Championnat d'Iran (9)
  - Vainqueur à 9 reprises (4 fois avec le Sanam Tehran Sports Club, 4 fois avec le Paykan Tehran Volleyball Club et 1 fois avec le Sarmayeh Bank)
- Championnat masculin AVC des clubs (5)
  - Vainqueur à 5 reprises (1 fois avec le Sanam Tehran Sports Club, 4 fois avec le Paykan Tehran Volleyball Club)